# Kipkakomiks

Logo

Kipkakomiks ist ein deutsches Comicstudio mit Sitz in München, das seit 1988 Comics für den deutschsprachigen Raum, Skandinavien, Spanien, Frankreich und Indonesien konzipiert, produziert und vertreibt.

## Produkte
Das wohl bekannteste Produkt des Unternehmens war der Sparkassen-Comic Knax, der bis 2004 von Kipkakomiks produziert wurde. Aber auch an der Produktion anderer bekannter Comics wie Micky Maus, Fix und Foxi oder Yps war Kipkakomiks beteiligt.
Kipkakomiks bietet alle Phasen der Comicproduktion an, wie
- die Entwicklung von neuen Comicfiguren (z. B. für den Bereich Werbung)
- die Konzeption neuer Magazine
- das Schreiben von Storyboards und Drehbüchern (auch für Hörspiele und Trickfilme)

Neben eigenen Produktionen übersetzt, überarbeitet und lizenziert Kipkakomiks ausländische Comics. Der Verlag besaß bis 2011 die Syndikationsrechte von United Media für den deutschsprachigen Raum, mit bekannten Comicstrips wie Tarzan, Die Peanuts oder Dilbert. Kipkakomiks hatte damals nach eigenen Angaben über 80 verschiedene Lizenzstrips im Angebot. 2011 gingen diese Syndikationsrechte an Bulls Press über.
Daneben betreibt Kipkakomiks den alleinigen Lizenzvertrieb zum Abdruck der ShowView-Codes (z. B. in Programmzeitschriften) in Deutschland, Österreich und der Schweiz.

## Unternehmensgeschichte
Kipkakomiks wurde von Fred Kipka (eigentlich Alfred Kipka, geboren 1950) gegründet, der bis heute Geschäftsführer ist. Kipka hatte in den frühen 1970er Jahren im Kauka Verlag unter Rolf Kauka als verantwortlicher Redakteur gearbeitet und machte sich anschließend selbständig. Gemeinsam mit Peter Wiechmann, dem ehemaligen Geschäftsführer des Kauka Verlags, gründete Kipka gegen Ende der 1970er Jahre (nach anderen Quellen 1980) gemeinsam das Comic-Service-Studio Comicon, das Comics für Deutschland und andere Länder in einem spanischen Produktionsstudio (COMICUP) in Barcelona produzierte. Zu Beginn stellte Comicon vor allem Kauka-Comics für den Pabel-Moewig Verlag her, später kam die Produktion von Knax und Serien für Yps wie Gespenster GmbH oder Punk-Piraten dazu.
In den 1980er Jahren zog Wiechmann nach Spanien, um den Zeichnern näher zu sein, und das erfolgreiche Duo Wiechmann/Kipka zerbrach. Aus ihrer Trennung entstand 1988 die von Kipka gegründete Service-Agentur Kipkakomiks in München, die weiterhin eng mit dem Studio in Barcelona zusammenarbeitete. Wiechmann gründete im gleichen Jahr in Barcelona ein neues Unternehmen unter dem Namen Comicon S.L. Kipkakomiks führte die Produktion von Knax und den Serien für Yps fort, während Comicon S.L. die Produktionen des Egmont Ehapa Verlags weiterführte, darunter die Produktion verschiedener Disney-Comics für den europäischen Markt.
In Barcelona werden bis heute Storyboards, Scribbles, Reinzeichnungen und Colorit (Hand oder Computer) für die Kipkakomiks-Produktionen gemacht. Fred Kipka selbst schrieb über 20 Jahre lang die Skripts aller Knax-Comics. Die Produktion von Knax endete für Kipkakomiks 2004; der Comic wird seit Ausgabe 3/2004 von einem anderen Team weiterproduziert.